# Лечење дијабетесног стопала
Лечење дијабетесног стопала је сложен и мукотрпан процес и може се обавити на примарном нивоу здравствене заштите, најбоље у специјализованим амбулантама за дијабетесно стопало при саветовалиштима за шећерну болет, ординацијама за хипербаричну медицину, а делом на одељењима за васкуларну хирургију. Лечење обухвата читав низ мера и поступака. Једном настала, узнапредовала промена на стопалу дијабетичара, повећава ризик да се сличне или теже промене понављају код истог болесника, зато болесник мора бити регистрован и подвргнут даљим редовним мерама контроле и праћења промена у његовом организму.
Хируршко лечење заузима сигурно значајно место, међутим могућности овог лечења су са значајним ограничењима, те стога постоје различити терапијски приступи, као и неусаглашени ставови у појединостима. Зато према најновијим схватањима лечење дијабетесног стопаламо мора бити мултидисциплинарно што захтева сталне консултације дијабетолога, васкуларног и ортопедског хирурга неуролога и специјалисте хипербаричне медицине, а врши се највећим делом на примарном нивоу у специјализованим амбулантама.

## Значај
Узроци
Према дефиницији Светске здравствене организације; „дијабетесно стопало је оно стопало које је нарушеног функционалног интегритета због инфекције, рана и разарања ткива, те оштећења живаца и болести крвних судова ногу“.
У шећерној болести комбинацијом периферне неуропатије (оштећења нерава на екстремитетима), те микро и макроангиопатије (оштећења малих и великих крвних судова) у подручју доњих екстремитета настају услови за стварање кожних оштећења, инфекције и гангрене стопала. Промене на дијабетесном стопалу могу бити функционалне и структуралне..
Функционалне промене су последица губитка симпатичке инервације мишићног слоја артериовенских анастомоза и разлог су што је стопало топло, суво, отечено са набреклим венама. Ове промене могу прикрити објективно слабу циркулацију у стопалима.
Структуралне промене изазване су губитком мишићног тонуса и променама на коштаном систему стопала, што има за последицу деформацију стопала са стварањем нефизиолошких тачака појачаног притиска.
Смањена циркулација због промена на крвним судовима доњих екстремитета и оштећење живаца (неуропатија) најчешћи су примарни узроци настанка дијабетесног стопала. 

### Фактори ризика
Погодан начин за разумевање настанка дијабетесног стопала је разматрање фактора ризика. Свакако најважнији чинилац је присуство шечерне болести, али и свих могућих пратећих поремећаја који могу допринети појави овог обољења. А они могу бити;
- старост болесника и трајање шећерне болести преко 10 година, са хронично лошом регулацијом нивоа шећера у крви (>10 ммол)[8],
- атеросклеротски процес[9], са израженим кардиоваскуларним компликацијама својственим дијабетесу,
- дијабетесна ангиопатија (васкулопатија)[10],
- поремећаја сензибилитета (полинеуропатија)[11]
- утицај дуванског дима,
- лоша едукација о шећерној болести и нези стопала,
- ношење неадекватне обуће,
- деформитети коштано-зглобног система),
- неадекватно оптерећење на стопалу[12],
- професионална изложеност стопала дијабетичара хладноћи и вибрацијама
- повреда (траума) стопала и/или доњих екстремитета

Истовремено присуство више фактора ризиказа повећава вероватноћу учесталијег јављање клиничких промена на стопалу.

### Последице
Најновији ставови Светске здравствене организације сврставају дијабетес у кардиоваскуларне болести, или болести крвних судова, што јесте основна компликација ове болести. Проблем оболелих од дијабетеса јесте убрзано пропадање, прво малих, а затим и великих крвних судова која се завршавају озбиљним оштећењем здравља и по живот озбиљним последицама (инфаркт срца, мождани удар, отказивање бубрега, поремећај рада црева, дијабетесно стопало, дијабетесна гангрена са ампутацијама екстремитета, импотенција, полинеуропатија, оштећење коштано зглобних структура, оштећење вида, бол, патња, итд) .
Данас је дијабетесно стопало све присутнији проблем у савременим развијеним друштвима Света. Хроничне ране на стопалу дијабетичара могу се јавити у 15% болесника. Лечење дијабетесом изазваних рана на стопалу не само да је јако дуго и често веома сложено а код 10-30% болесника завршава се ампутацијама.. У западним земљама, 40 до 70% укупног броја ампутација доњих екстремитета изводи се код боленика са дијабетесом. У 85% ампутација претходи хронична рана, а више од 75% ампутација могло се спречити правилним лечењем и превенцијом. Иако је ампутација последња мера и често трагична за пацијента, треба имати на уму да се благовременим лечењем не само спасава живот и екстремитет, већ и олакша повратак оболелог на нормално функционисање у друштву. Претходни улкус (или ампутација) након санираног дијабетесног стопала на једној нози ствара предиспозицију код особа са дијабетесом од поновног појављивања улкуса на истој или супротној нози.

## Дијагностика инфекције кости и зглобова код дијабетесног стопала
Ова процедура се сматра најпоузданијим начином у дијагностици остеомијелитиса циљаном биопсијом промене на костима и бактериолошким анализама.

## Примарни циљ лечења
У лечењу дијабетичара примарни циљ треба да буде пре свега; превенција појаве дијабетесног стопала, а када се оно појави, рана дијагностика и правовремено лечење. Основни циљеви лечења дијабетесног стопала требају бити;
- Смањити инциденцу могућих компликација на доњим екстремитетима (васкуларних, неуропатских, инфективних, трофичних, трауматских)
- Унапредити квалитет лечења шећерне болести, одржавањем гликемије (<10 mmol)
- Побољшати радну способност
- Поправити квалитет живота оболелих од дијабетеса, а посебно оних са високим ризиком за развоја дијабетесног стопала (регулисаном исхраном, редовним одржавањљем стопала, честим здравственим прегледима итд.)
- Синхронизовано предузети мултидисциплинарно (тимско) сагледавање и лечење дијабетесног стопала, са свим тренутно расположивим терапијским процедурама као што су хигијенско-дијететски режим, антибиотска терапија, лечење основне болести и евентуално придружених болести. Понекад је потребно само уклонитеи мртво ткиво из улкуса, чији је циљ да се спречи развој инфекције, која може довести чак и до сепсе и тровања крви, а самим тим - до смрти[21]. У другим случајевима може бити неопходно ампутирати ногу, па чак и ногу у нивоу бутина[22].
- Превенцијау и лечење дијабетесног стопала треба спроводити доследно, систематски, благовремено, истовремено, на прави начин свим расположивим терапијским мерама које треба да створе реалне услове за контролу патолошког процеса и доведу до коначног излечења хроничних промена у дијабетесном стопалу.[5][23].

## Нивои превенције и лечења
Примарни ниво.
- Обухвата; активности с циљем спречавања настанка дијабетесног стопала код предиспонираних појединаца или популација.
- Подразумева; промену понашања, начина исхране и повећање физичке активности и/или фармаколошка интервенција-употребом лекова.
- Открива; факторе ризика; инсулинску резистенцију, хипертензију (> 140/90), ХДЛ Холестеролемију (<0,8 ммол/л), триглицеридемију (> 2,2 ммол/л), анамнезу о гестацијском дијабетесу, физичку неактивност, васкуларну болест доњих екстремитета, неуропатију доњих екстремитета

Секундарни ниво
- Обухвата; рану дијагнозу, правилно лечење и ефикасну контролу лечења и развоја дијабетесног стопала у циљу спречавања прогресије болести.
- Подразумева; скрининг ради идентификације асиптоматских појединаца са дијабетесним стопалом. Скринингом и раним третманом редукује се бубрежна инсуфицијенција за 26%, губитак вида за 35%, и ампутацију доњих екстремитета као последица дијабетесног стопала за 22%.
- Открива; ефикасне интервенције које могу успорити прогресију дијабетесног стопала и настанак озбиљних компликација.

Терцијарни ниво
- Обухвата поступке за спречавање и успоравање настанка акутних или хроничних компликација дијабетесног стопала.
- Подразумева; мере ради спречавања компликација и инвалидитета узрокованих болешћу.
- Открива; врсту компликација на дијабетесном стопалу које могу бити.
  - акутне: хипогликемија, хипергликемијска кома и системске инфекције (флегмона, апсцес), сепса
  - хроничне: хронична рана, остеомијелитис, гангрена.

| Евалуација промена у дијабетесном стопалу и основни принципи лечења | Евалуација промена у дијабетесном стопалу и основни принципи лечења | Евалуација промена у дијабетесном стопалу и основни принципи лечења |
| Степен промена                                                      | Карактеристике промена                                              | Лечење |
| ------------------------------------------------------------------- | ------------------------------------------------------------------- | --- |
| Први степен                                                         |                                                                     | - Лечење је у домену: хигијенско дијететског режима, неге стопала и праћења промена. - Хируршко лечење се примењује само када су присутни деформитети са прогресијом притиска на поједине делове меког ткива, или је потребно уклањањем дела кости отклонити притисак на мека ткива |
| Други степен                                                        |                                                                     | - Лечење је у домену хируршког третмана који укључује тоалету, дезинфекцију коже, уклањање кератинских наслага, некротичног ткива хируршки или ензимским некролитичним средствима и стимулацијом епителизације коже. |
| Трећи степен                                                        |                                                                     | - У зависности од присуства и екстензивности инфекције, трећи степен захтева хируршки дебридман, инцизије, превијање и борбу против инфекције |
| Четврти степен                                                      |                                                                     | - Лечење кожних манифестација у овом стадијуму само продубљује болест. - Хируршко лечење укључује; уклањање девитализованих и инфекцијом захваћених делова кости. |
| Пети степен                                                         |                                                                     | - Хируршко лечење је неодложно и потребно и обухвата ресекцију појединачних прстију, дезартикулацију у нивоу метатарзофалангеалних зглобова, Лисфранковог или Схопартовог зглоба стопала или трансметарзалну ресекцију појединачних или свих костију. Наведени нивои ампутација укључују формирање режњева довољно васкуларизованих и ушивење коже, при чему се строго води рачуна да не дође до компромитовања циркулације. |

## Хируршко лечење
У хируршком лечењу дијабетесног стопала примењује се; корекција деформитета и смањење притиска коштаних структура на мека ткива, лечење инфекције, уклањањем девитализованог ткива и чирева, покривање дефеката коже, реваскуларизација, ендоваскуларне процедуре, отворене хируршке процедуре, ампутационе процедуре, хипербарична оксигенотерапија.

### Корекција деформитета и смањење притиска коштаних структура на мека ткива
У циљу корекција деформитета и смањење притиска коштаних структура на мека ткива, предузимају се остеотомије, артродезе, ресекције костију, тенотомије.

### Лечење инфекције, уклањањем девитализованог ткива и чирева
У оквиру овог лечења спроводе се инцизије, дренажа апсцеса, ресекција рана на стопалу, ресекције костију и ампутације.
Дебридман девитализованог ткива је врло важна компонета у лечењу скоро свих типова ране којим се постиже хируршким, али многим другим начинима од којих су најчешћи
;
- Исецање скалпелом, маказама или другим хируршким инструментом. Ово је најефикаснији и најрадикалнији начин дебридмана. Добра страна овога метода је што се за најкраће време у једнократној или вишекратној процедури може уклонити ткиво које је препрека зарастању ране. Недостаци овог дебридмана су што је за обимније захвате потребна хрируршка сала и анестезија. Хируршки дебридман може бити праћен обилнијим крварењем и јачим боловима, што захтева додатну примену анелгетика.

- Испирање ране водом под притиском. На овај начин могуће је уклонити некротичне и контаминиране делове ткива и детритус из шупљина. Процедура није инвазивна, али и не пружа могућност потпунијег уклањања девитализованог ткива.

- Примена ларви мува У дебридман јако загађених рана гнојем са обилним некротични ткивом примена ларви може бити ефикасна и сврсисходна.

- Примена ензимских препарата Локална примена ових препарата разлаже фибрин, колаген и еластин, и може бити од користи у неким случајевима. Ефекат понекад није очигледан и поуздан. Такође, могућа је иритација здравог ткива, те је подручје примене еназима ограничено.

### Покривање дефеката коже
У циљу прекривања већих дефеката коже примењују се већи број реконструктивних хируршких техника за надокнаду коже, као што су слободни кожни трансплант и аутотренсплант.
Слободни кожни трансплант
Покривање дефеката коже или уклањање адхерентних ожиљака могуће је слободним микроваскуларним режњевима (трансплантима коже). Избор болесника треба да буде врло селективан, јер за ову интервенцију долазе у обзир болесници са добром очуваним магистралним крвним судовима потколенице. Основ ове методе је што је микроваскуларни режањ независтан у васкуларизације од реципијентне регије. Микроваскуларни режњеви додатно васкуларизују реципијентну регију.
Аутотрансплантат
Операција се изводи узимањем танког слоја коже, заправо покожице, са самог пацијента (аутотрансплантат) која се потом преноси на отворену рану. Место одакле је узет део покожице зараста за седам до десет дана.

### Реваскуларизација
Код болесника са евидентном периферном исхемијом доњих екстремитета и развојем синдрома дијабетесног стопала, реваскуларизација крвних судова доњих екстремитета најчешће је неопходна (и метода избора), како би се обезбедио адекватан проток крви кроз артерије и уклонило нарушено снабдевања ткива кисеоником (хипоксија), олакшало зарастање рана и уклонила њихова инфекција.
- Ендоваскуларне процедуре и хирургија имају своје место у третману претеће исхемије доњег екстремитета код дијабетичара и оне су комплементарне.
- Најбољи избор технике реваскуларизације екстремитета зависи од врсте и екстензивности лезије, али и од стања болесника.
- Ни један болесник не треба да буде проглашен нереконструктибилним без консултације са хирургом који познаје могућности и ендоваскуларних процедура и васкуларно хируршких процедура.
- Највећи ризик за болесника није од неуспеха процедуре или губитка ноге, већ од и даље веома високог кардиоваскуларног морталитета.

#### Ендоваскуларне процедуре
Ендоваскуларне процедура је будућност решавања стеноза или оклузија на артеријама доњих екстремитета. Предност процедуре над отвореном хирургијом је: комформитет болесника, смањење броја болесничких дана, бржи опоравак, смањење броја инервентне екипе.
Перкутана транслуменска артеријска ангиопластика (ПТА) и (ПТА и стент)
- ПТА балон дилатација или ПТА и стент, је добра опција код појединачних стенотичних лезија[37].
- ПТА и стент је показао најбоље резултате, највиши степен патенције и најнижи степен рестеноза.
- Стент на илијачној артерији показаоје најбоље резултате, највиши степен патенције и најнижи степен рестеноза.
- Суперфицијалном феморална артерија се стентује једноставно уз значајно виши степен рестеноза.
- Интервенције на потколници су најпроблематичније и за сада нема добрих резултата нити са ПТА/ПТА и стентом и/или атеректомијом.

Субинтимална ангиопластика
Од када је први пут описана 1990. године, субинтимална ангиопластика (СУА) је постала  перкутана техника за превазилажење дугих и хроничних артеријских оклузија. Такође је позната као перкутана намерна екстралуминална реканализација (ПИЕР). У почетку је коришћен само за феморалне и поплитеалне оклузије, али сада се примењује и на оклузије дугих круралних артерија. Ова терапија, пошто је минимално инвазивна, нуди многе предности у поређењу са другим опцијама лечења. Пацијентима је потребна само локална анестезија да би се омогућио приступ заједничкој феморалној артерији, а након захвата брзо су поново у покрету. Поред тога, неуспела СА не искључује могућност хируршке реваскуларизације. Упркос овим предностима, постоје и специјалисти који заузимају критички став према СА. Наводе да је то тешко научити, да дугорочни резултати нису познати и да не постоје рандомизоване студије које упоређују СА са операцијом.
Атеректомија
Атеректомија је ендоваскуларна процедура током које долази до аблације плака напредовањем ротирајућег абразивног бур-а. Употреба ротационе атеректомије код тешко калцификованих лезија је повезана са већим проширењем дијаметра крвног суда, већим попречним пресеком лумена и са мање финалних резидуалних стеноза након имплантације стента.
Реканализација ласером
Реканализација ласером је алтернатива хируршкој реваскуларизацији код пацијената са оклузијама периферних артерија који нису подложни конвенционалним процедурама перкутане ангиопластике. Техника ласерске реканализације укључује употребу ласера за стварање канала кроз хронично оклудирани стент, а затим балонску ангиопластику да би се побољшао калибар реканализованог крвног суда. Ласерска реканализација је спас за удова код одабраних пацијената чији медицински или хируршки ризици компликују операцију артеријске бајпаса.
Криопластика
Ова нова метода једна је од обећавајућијих ако даља истраживања потврде њену успешност. Она је суштини нека врста ангиопластике која се изводи уз примену хлађења. У лумен, наслагама сужене артерије, убацују се пластични катетер са смрзнутим азот оксидом. Њена предност је у томе што након уклањања масних наслага из крвног суда хладноћа спречава стварање ожиљка на његовом зиду.

#### Отворене хируршке процедуре
Реваскуларизационе бајпас процедуре
Хируршки бајпас (или уградња обилазница) је уобичајен метод лечења исхемије екстремитета, и према досадашњим истраживањима даје повољне и дугорочне резултате у лечењу дијабетесног стопала (и у до 90% случајева).
У случајевима у којима постоји оклузија на више нивоа, реваскуларизација је потребна на свим нивоима, јер се само тако постиже обноваљање артеријског проток крви и повећава шанса за спасавање екстремитета.
Код дијабетичара са вишеструким лезијама и оклузијама крвних судова већим од 15 см, или оклузијама инфрапоплитеалних крвних судова, уградња хируршких обилазнивца (бајпаса) је најбоља опција.
Тромбендартеректомија
Тромбендартеректомија или ендаректомија је инвазивна реконструктивна хируршка метода, која се изводи код облитерирајућих (оклузивних) болести артерија, првенствено код атеросклерозе. Данас је ово метода избора за реканализацију сужења крвних судова, код дијабетичара, чијом применом се може отколнити препреке и до око 10 сантиметара дужине, од стране добро обучених хирурга или радиолога (уз примену васкуларног катетера).

#### Ампутационе процедуре
Губитак ткива, дубока инфекција, остеомијелитис и хроничне улцерације су само неки од најчешћих разлога за ампутације на доњим екстремитетима код пацијената са дијабетесом.
Према многобројним истраживањима сваки пети болесник који има шећерну болест са периферном артеријском оклузивном болешћу (ПАОБ) доњих екстремитета, развије исхемијско дијабетесно стопало са или без инфекције код којег је могуће спашавања захваћеног уда, у око 50% болесника. Преостала половина болесника са клиничком сликом дијабетесног стопала у (ПАОБ) губи екстремитет примарном високом ампутацијом..
Учесталост ампутације је веће код мушкараца, појединих раса и старијих људи. Нажалост, претходне ампутације су јак предиктор будућих ампутација. До 20% људи оболелих од дијабетеса, који су прошли кроз ампутацију екстремитета, враћа се у болницу за другу ампутације у року од 12 месеци. Проценат поновних ампутација приближава се проценту од 51%, након пете године..
У петогодишњој студији спроведеној у Уједињеном Краљевству у 48% случајева дијабетесног стопала са инфекцијом постигнуто је излечење, а 36% захтевало је велику ампутацију екстремитета, након једног дана до седам година (или просечно 24 дана). Велике ампутације биле су чешћа код болесника са артеријском болести доњих екстремитета (ПАОБ) (52%).
Правилна преоперативна припрема и правилно изабрана хируршка ампутациона техника од суштинског су значаја за успешан исход лечења код дијабетесног стопала. Ампутација прстију, трансметатарзална ампутација стопала итд, су корисне интервенције за очување функционалне способности ових болесника. Ипак, дугорочни успеси ампутационих процедура умногоме зависе од правилног избора, употребе и подешеност ортопедских уложака, ципела, протеза, метода физикалне терапија, као и спровођења континуираног програма едукације дијабетичара

#### Хипербарична оксигенотерапија
Улцерације (ране) у дијабетесном стопалу су последица неуропатије и болести малих и великих крвних судова које изазивањем хипоксије у ткивима компликују шећерну болест. На ћелијском нивоу, као резултат хипоксије нарушано је зарастање рана. Зато се у задњих 40 година у превенцији и лечењу дијабетесног стопала примењује хипербаричне оксигенотерапије (ХБОТ) коју спроводи хипербарична медицина у барокоморама у атмосфери 100% кисеоника на повишеном притиску (већем од 1 бар-а) у једнодневним сеансама у трајању од 60-90 минута, у просеку 15-20 дана.
Хипербарична оксигенација (ХБОТ) која даје добре резултате, може бити веома корисна метода за лечење и негу хроничних рана какве се често срећу у дијабетесном стопалу. ХБОТ доводи до веће оксигенације оболелих ткива, има антисептичко дејство, смањује едем, убрзава производњу колагена и стимулише ангиогенезу и неоангиогенезу крвних судова и на тај начин санира лезију ткива. Примена ХБОТ значајно скраћује време лечења, а комбинује се уз примарну и редовну дијабетесну терапију, хигијенско дијететски режим, а према потреби и хируршко лечење.

## Када се обратити лекару због проблема са стопалима?
Пацијент са првим знацима проблема са стопалима требало би да се јави одмах свом лекару у случају:
- посекотине, жуљев или модрице на стопалу које не почну да зарастају након неколико дана од повреде
- ако кожа на стопалу постаје црвена, топла или болна - знаци могуће инфекције
- ако је створен калус са осушеном крвљу унутар њега, што често може бити први знак ране испод калуса
- инфекције стопала која постаје црна и смрдљива - знаци да се можда развија гангрена.